# 아메리카나 (문화)

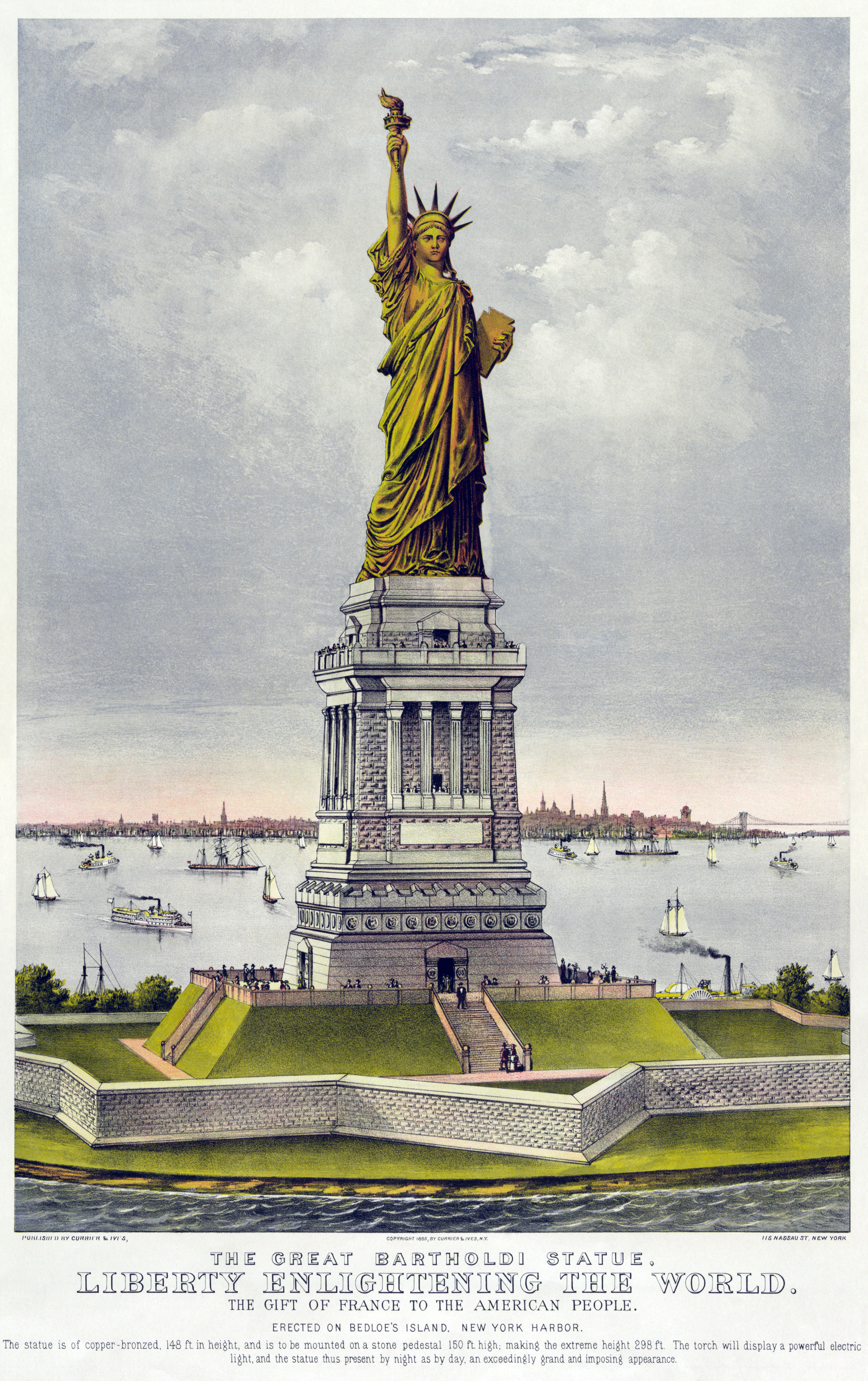
자유의 여신상을 소재로 제작한 커리어와 아이브즈(Currier and Ives)의 인쇄물

아메리카나(Americana)는 미국의 역사, 지리, 민속, 문화와 관련된 공예품, 수집품을 가리킨다. 일반적으로는 그림, 인쇄물, 예술 작품을 가리키지만 번호판, 가정용 물품, 도구, 무기, 기, 명판, 조각상 또한 아메리카나에 포함되기도 한다. 미국에 대한 애국심, 미국에 대한 향수와 관련된 작품을 가리키는 경우가 많은 편이다.

## 같이 보기
- 미국의 문화
- 미국의 역사
- 초월주의
- 낭만주의